# Tossal Tancat
El Tossal Tancat és una serra de l'interior del terme de la Torre de Cabdella, dins del seu terme primitiu. És la carena que separa les dues zones lacustres del municipi: a llevant, el sector dels estanys interconnectats amb l'Estany Gento i el de Sallente; a ponent, la dels estanys a l'entorn del Pic Salado.
El cim més elevat és a la meitat nord de la serra; té una alçada de 2.660,9 metres.